# Schwäbischer Singkreis
Schwäbischer Singkreis, später auch Schwäbischer Singkreis Stuttgart genannt, ist ein gemischter Vokalchor, der von Kirchenmusikdirektor Hans Grischkat im Jahr 1931 gegründet wurde. Er singt seit 2002 als Stuttgarter Konzertchor unter dem Namen RONDO vocale.

## Entstehung
Hans Grischkat gründete diesen württembergischen Auswahlchor, weil er einen Klangkörper suchte, damit er alle größeren Werke der Chor- und Oratoriumsliteratur zur Aufführung bringen konnte. Bald schon gelang es ihm, mit dem Chor dieses Ziel Schritt für Schritt zu verwirklichen. Ständige Aufführungsorte waren unter anderem die Christuskirche in Reutlingen und die Stiftskirche in Stuttgart.
Grischkat konnte auch anspruchsvolle zeitgenössische A-cappella-Literatur mit dem Chor erarbeiten. Ein weiteres Ziel war es, das Werk Johann Sebastian Bachs auf Schallplatten aufzunehmen. In Konzerten war unter anderem die Marienvesper von Claudio Monteverdi – zusammen mit historischen Instrumenten – zu hören, was vor dem Zweiten Weltkrieg eine innovative Idee war. Der begehrte Grand Prix du Disque wurde dem deutschen Chor und seinem Leiter zuerkannt. Maßgeblich gestaltete der Schwäbische Singkreis unter Grischkat das 35. Deutsches Bachfest der Neuen Bachgesellschaft vom 26. Juni bis 1. Juli 1958 in Stuttgart mit.
Nach Hans Grischkats Tod formierte sich der Chor unter Volker Lutz neu, zunächst vorwiegend aus Mitgliedern der verschiedenen Grischkat-Ensembles, und erreichte bald eine Chorstärke von ca. 60 Sängerinnen und Sängern.
Ein Schwerpunkt des Repertoires blieb Johann Sebastian Bach – dessen sämtliche oratorischen Werke wurden mehrfach ausgeführt, daneben Werke für Chor und Orchester der Bach-Söhne, von Mozart, Beethoven, Schubert, Bruckner und Kodály bis zu Strawinsky (Messe, Psalmensinfonie). Auch a cappella waren im Lauf der Zeit sämtliche Bachmotetten im Repertoire, daneben Werke von der Renaissance bis zu Frank Martin (Messe), Johann Nepomuk David und Hessenberg.
Der Chor sang in Gottesdiensten und Konzerten vorwiegend in der Region um Stuttgart, es gab aber auch Reisen innerhalb Deutschlands und außerhalb, z. B. Belgien („Europa Cantat“ Namur), Polen (Zielona Góra = Grünberg) und in die Provence.
Nach 20 Jahren musste Volker Lutz die Leitung aus gesundheitlichen Gründen abgeben.
Ihm folgte in einem zweijährigen „Interregnum“ Johanna Irmscher, hier wurden u. a. wieder Frank Martins Messe und Werke von Bach bis Janáček aufgeführt.
1999 übernahm Frank Oidtmann den Chor, Schwerpunkte der Programme wurden nun auch Herzogenberg und Zeitgenossen wie John Rutter.

## Gegenwart
Im Jahre 2002 wurde der Chor umbenannt in RONDO vocale und tritt regelmäßig vor allem im süddeutschen, aber auch im europäischen Raum auf. Seinen Sitz hat der Chor an der Evangelischen Markuskirche in Stuttgart. Repertoireschwerpunkte liegen heute bei Giovanni Pierluigi da Palestrina, Arvo Pärt, Wolfgang Amadeus Mozart, Felix Mendelssohn Bartholdy, Johannes Brahms, Anton Bruckner, Alessandro Scarlatti und Franz Schubert.
Der künstlerische Leiter ist seit 2006 Gereon Müller.

## Dirigenten
- Hans Grischkat, 1931–1977
- Volker Lutz, 1977–1996
- Johanna Irmscher, 1997–1998
- Frank Oidtmann, 1998 bis 2006
- Gereon Müller, 2006 bis heute

## Einspielungen
- Johann Sebastian Bach – Weihnachts-Oratorium BWV 248 (Gesamtaufnahme) mit Maria Friesenhausen – Sopran, Hildegard Laurich – Alt, Peter Wetzler – Tenor und Bruce Abel – Bass. Chor: Schwäbischer Singkreis und das Südwestdeutsches Kammerorchester Pforzheim, Leitung: Hans Grischkat, Sun Five (SF 40 803)
- Johann Sebastian Bach, h-Moll-Messe mit dem Schwäbischen Singkreis, dem Orchester des 35. Deutschen Bachfestes, Leitung: Hans Grischkat (Vox Box VBX 7, 1960, 3 LPs)